# Зейн, Клейтон
Кле́йтон Зейн (англ. Clayton Zane; род. 12 июля 1977, Ньюкасл, Новый Южный Уэльс) — австралийский футболист, игравший за «Андерлехт» и сборную Австралии.

## Карьера

### Клубная
Начало своей карьеры Клейтон Зейн провёл в небольших австралийских клубах. В 2000 году он был продан в норвежский клуб «Молде». Однако там его карьера сложилась неудачно: в четырнадцати матчах нападающий не забил ни одного гола, поэтому он был продан в «Лиллестрём». В новом клубе он в первом же сезоне стал лучшим бомбардиром чемпионата Норвегии с семнадцатью голами, а несколько недель спустя он также был признан лучшим футболистом в Норвегии. В 2002 году Зейн перешёл в «Андерлехт», но, поиграв в нём недолгое время, получил травму левого колена и больше уже не играл.

### В сборной
Зейн был в составе сборной Австралии на Олимпийских Играх 2000. Также, он сделал хет-трик в матче со сборной Островов Кука. Ещё один важный гол был забит на кубке конфедераций 2001 в игре против Франции.

### После ухода
Зейн работал тренером молодёжи в лондонской команде «Куинз Парк Рейнджерс».